# Inuk Silis-Høegh
Inuk Silis-Høegh (* 21. April 1972 in Qaqortoq) ist ein grönländischer Regisseur und Künstler.

## Leben
Inuk Silis-Høegh ist der Sohn des lettischen Fotografen Ivars Sīlis (* 1940) und der grönländischen Künstlerin Aka Høegh (* 1947). Seine jüngere Schwester ist die Schriftstellerin Bolatta Silis-Høegh (* 1981).
Er schloss 1997 ein Studium in Film- und Fernsehproduktion an der Universität Bristol ab. Anschließend drehte er mehrere Kurzfilme und betätigte sich als Installationskünstler. Seine Kunst wurde hauptsächlich in Grönland und Dänemark ausgestellt. 2010 erlangte er einen weiteren Abschluss, den Master of Fine Arts an der Königlichen Dänischen Kunstakademie. 2013 stellte er bei der Cargo Culte Revue II in Paris und Lyon aus und im selben Jahr verhüllte er die National Gallery of Canada anlässlich des Kunstfestivals Sakahàn als schmelzenden Eisberg.
1999 veröffentlichte er seinen ersten Kurzfilm Sinilluarit (Gute Nacht), der auf 27 Filmfestivals gezeigt wurde und im Folgejahr den Publikumspreis beim Far North Film Festival gewann. In der Zeit danach drehte er Kurzfilme und Dokumentationen sowie Musikvideos und Werbungen. 2014 führte er Regie beim Film Sumé – The Sound Of A Revolution, der die Geschichte der Band Sumé von Per Berthelsen und Malik Høegh behandelt und auf der Berlinale 2017 gezeigt wurde.

## Filmografie
- 1999: Sinilluarit (Kurzfilm)
- 2000: På fremmed is (Dokumentarfilm)
- 2001: Eskimo Weekend (Kurzfilm)
- 2002: I samme båd (Dokumentarfilm)
- 2007: Tarrarsornerit / Spejlinger (Dokumentarfilm)
- 2014: Sume – Mumisitsinerup Nipaa (Sumé – The Sound Of A Revolution) (Dokumentarspielfilm)
- 2021: The Green Land (Kurzfilm)
- 2023: Historien om Grønland og Danmark (Dokumentarserie)

## Auszeichnungen
- 2000: Publikumspreis beim Far North Film Festival für Sinilluarit[3]
- 2004: Niels-Wessel-Bagge-Preis[1]
- 2014: Jane Glassco Award für Sumé – The Sound Of A Revolution beim ImagineNative Film + Media Arts Festival[4]
- 2014: Cynthia Lickers-Sage Award für Sumé – The Sound Of A Revolution beim ImagineNative Film + Media Arts Festival[4]
- 2014: Innersuaq für Sumé – The Sound Of A Revolution[5]
- 2015: Kulturbotschafter der Kommuneqarfik Sermersooq[6]
- 2015: Grönländischer Kulturpreis[5]